# آرامگاه هارپی

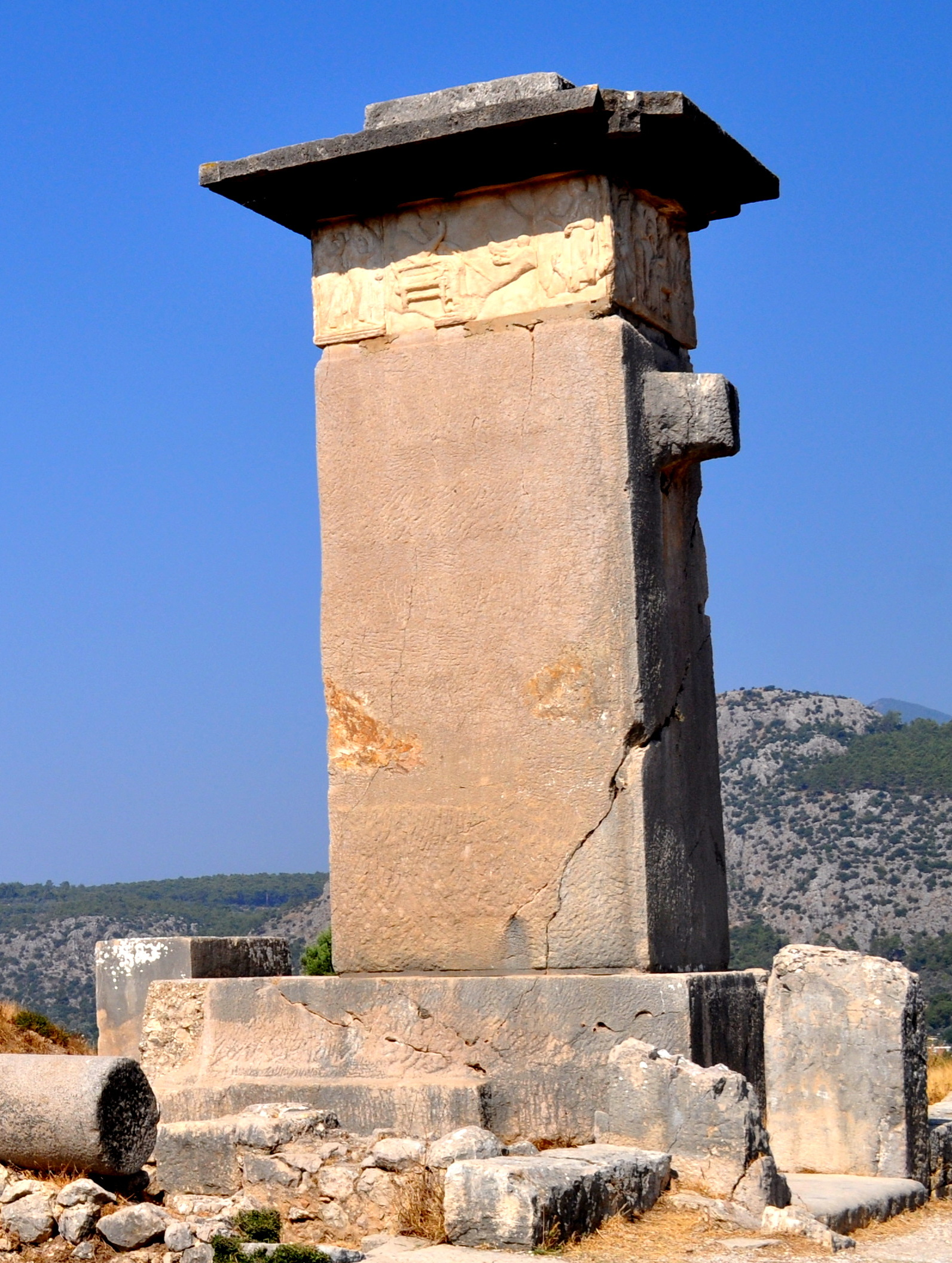
مقبره هارپی زانتوس

مقبره هارپی اتاقی مرمرین از یک مقبره ستونی است که در شهر متروکه زانتوس، پایتخت لیکیای باستانی، منطقه‌ای در جنوب غربی آناتولی در ترکیه فعلی قرار دارد. این بنا در زمان امپراتوری هخامنشی ایران ساخته شده‌است و قدمتی تقریباً ۴۸۰–۴۷۰ قبل از میلاد دارد. اتاق بر روی یک ستون بلند قرار داشت و با صفحات مرمری که در نقش برجسته حکاکی شده بود، تزئین شده بود. آرامگاه برای یک شاهزاده یا فرماندار زانتوس، احتمالاً کیبرنیس ساخته شده بود.
اتاق مرمر به سبک یونانی باستانی تراشیده شده‌است. همراه با بسیاری از مواد دیگر در زانتوس به شدت تحت تأثیر هنر یونانی است، اما نشانه‌هایی از تأثیر غیریونانی در کنده کاری‌ها نیز وجود دارد. نقش برجسته‌ها یادآور نقش برجسته‌های تخت جمشید است. این بنای تاریخی نام خود را از چهار پیکر بالدار زن حکاکی شده، شبیه هارپی گرفته شده‌است. هویت پیکرهای حکاکی شده و معنای صحنه‌های به تصویر کشیده معلوم نیست است، اما به‌طور کلی اکنون توافق شده‌است که موجودات بالدار هارپی نیستند. لیکیایی‌ها بسیاری از اساطیر یونان را در فرهنگ خود جذب کردند و صحنه‌ها ممکن است خدایان یونانی را نشان دهند، اما این امکان نیز وجود دارد که آنها خدایان ناشناخته لیکیایی باشند. یک نظریه جایگزین این است که آنها صحنه‌های قضاوت در زندگی پس از مرگ و صحنه‌های دعا از حاکمان لیکیا را نشان می‌دهند.
حکاکی‌ها در قرن نوزدهم توسط باستان‌شناس چارلز فلوس از مقبره برداشته شد و به انگلستان منتقل شد. آنها در سال ۱۸۳۸ از لیسیا بازدید کردند و گزارش دادند که بقایای فرهنگی را یافته‌اند که تا آن زمان تقریباً برای اروپاییان ناشناخته بود. پس از کسب مجوز از مقامات ترکیه برای برداشتن مصنوعات سنگی از منطقه، فلوس مقدار زیادی از مواد زانتوس را به سفارش موزه بریتانیا در لندن جمع‌آوری کرد، جایی که نقش برجسته‌ها در حال حاضر در معرض نمایش هستند. بنا به گفته ملانی میخائیلیدیس، مقبره هارپی، بنای یادبود نیرید و مقبره پایا اگرچه ظاهری یونانی دارند، بر اساس معیارهای اصلی زرتشتی ساخته شده‌اند، «به این دلیل که از سنگ ضخیم تشکیل شده‌اند و اتاق‌های بدون پنجره دارند».

### اسطوره‌شناسی
لیسیا به شدت در اساطیر یونانی ظاهر می‌شود. الهه تیتان، لتو، پس از زایمان یا به منظور زایمان، به آپولو و آرتمیس به لیکیا گریخت. لیکیاها به عنوان متحدان تروا در ایلیاد تحت رهبری سارپدون دیده می‌شوند. بلروفون هیولای آتش‌نفس شیمر را که لیکیا را ویران می‌کرد، کشت.

## مقبره

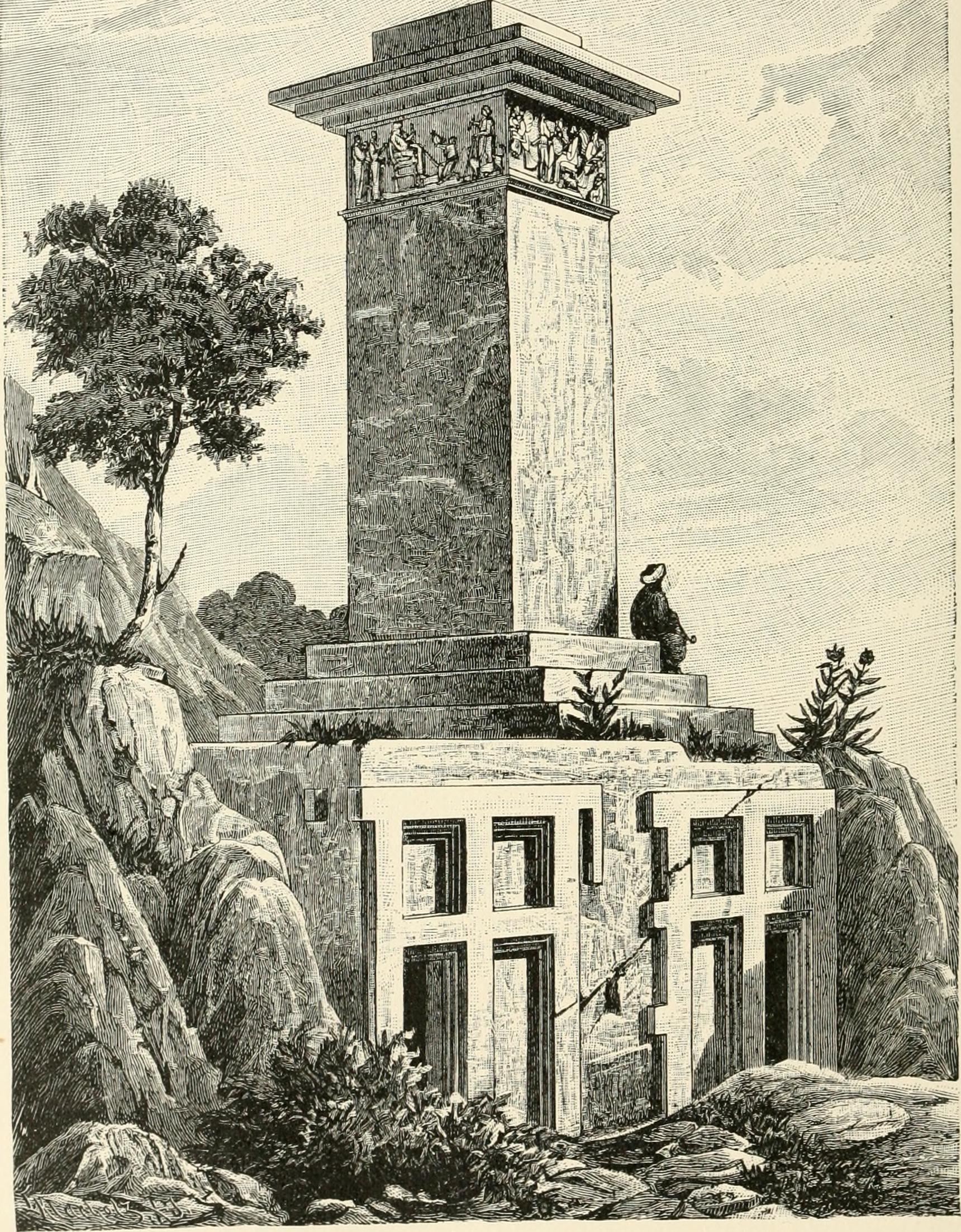
مقبره هارپی بازسازی شده، ۱۹۰۵

این آرامگاه در زانتوس در امپراتوری هخامنشی ایران (استان آنتالیا، ترکیه کنونی) برای یک شاهزاده ایرانی یا فرماندار شهر ساخته شده‌است. مقبره هارپی در آکروپولیس زانتوس در شمال جایی که تئاتر رومی اکنون قرار دارد و در سمت غربی آن قرار دارد. در اصل در لبه بازار قرار داشت. ستون اصلی هنوز سر جای خود است. فلوز فقط مجسمه‌هایی را برداشت که با قالب‌های سیمانی نمونه‌های اصلی جایگزین شده‌اند.